# Acajutiba
Acajutiba, amtlich Município de Acajutiba, Aussprache [ɐkaˈʒuˈt͡ʃibɐ], ist ein Munizip im Bundesstaat Bahia, Brasilien. Die Bevölkerung wurde zum 1. Juli 2021 auf 15.214 Einwohner geschätzt, die Acajutibenser genannt werden und auf einer Gemeindefläche von rund 181,5 km² leben.

## Toponomie
Acajutuba entstammt den Tupí-Sprachen und setzt sich aus akaîu (Cashew) und tyba (Ansammlung) zusammen. Der Name wurde erst 1937 für das ehemalige Dorf Cajueiro (Cashewbaum) gebildet.

## Geographie
Umliegende Gemeinden sind Esplanada, Aporá, Rio Real und Crisópolis. Die Entfernung zur Landeshauptstadt Salvador da Bahia beträgt 182 km. Sie liegt im Nordosten von Bahia auf einer Höhe von 182 Metern.

### Hydrografie
Die östliche Gemeindegrenze bildet der Rio Itapicuru, der im Norden des Nationalparks Chapada Diamantina entspringt und in den Südatlantik entwässert.

### Klima
Die Gemeinde hat tropisches Klima, Aw nach der Klimaklassifikation nach Köppen und Geiger. Die Durchschnittstemperatur ist 24,7 °C. Die durchschnittliche Niederschlagsmenge liegt bei 766 mm im Jahr. Im Südsommer fallen in Acajutiba etwas weniger Niederschläge als im Südwinter.

#### Monatliche Durchschnittstemperaturen und -niederschläge
|                   | Jan  | Feb  | Mär  | Apr  | Mai  | Jun  | Jul  | Aug  | Sep  | Okt  | Nov  | Dez  |   |      |
| Temperatur (°C)   | 26,4 | 26,4 | 26,5 | 25,7 | 24,3 | 23,1 | 22,3 | 22,2 | 23,2 | 24,6 | 25,6 | 26,2 | Ø | 24,7 |
| Niederschlag (mm) | 60   | 60   | 65   | 83   | 94   | 89   | 70   | 60   | 47   | 44   | 49   | 45   | Σ | 766  |

## Geschichte
Aus der Zeit der Provinz Bahia ist nichts über den Ort bekannt. Erst ab 1907 wird anlässlich des Baus einer Eisenbahnstrecke und eines Bahnhofs in der kleinen Siedlung Cajueiro der Name erwähnt, die zum ehemaligen Munizip Vila Rica gehörte. Um 1914 hatte der Ort weniger als 20 Häuser. Das Gebiet von Vila Rica ging in Espanada auf, damit auch das Areal von Cajueiro, das 1937 zum Distrikt von Esplanda wurde. Durch das staatliche Dekret Nr. 141 vom 31. Dezember 1943 wurde der Distrito de Cajueiro umbenannt in Distrito de Acajutiba. Durch das Gesetz Nr. 505 vom 26. November 1952 wurde Acajutiba aus Esplanda ausgegliedert und erhielt Stadtrechte.
Von Bedeutung war der Anschluss an die Eisenbahn, zunächst von 1907 bis 1911 unterhalten von der Estrada de Ferro da Bahia ao São Francisco, von 1911 bis 1935 von der französisch-belgischen Compagnie des Chemins de Fer Fédéraux de l’Est Brésilien, von 1935 bis 1975 von der Viação Férrea Federal Leste Brasileiro (VFFLB) und von 1975 bis 1996 von der Rede Ferroviária Federal (RFFSA).

## Kommunalpolitik
Die Exekutive liegt bei einem Stadtpräfekten (Bürgermeister), die Legislative bei einem Stadtrat (Câmara Municipal). Bei der Kommunalwahl 2016 wurde Alexsandro Menezes de Freitas des Movimento Democrático Brasileiro (MDB) für die Amtszeit von 2017 bis 2020 zum Stadtpräfekten gewählt. Er wurde bei der Kommunalwahl 2020 mit 61,03 % oder 5641 der gültigen Stimmen für die Amtszeit von 2021 bis 2024 wiedergewählt.

### Liste der Stadtpräfekten
Nach der Stadtrechtsverleihung 1952 gab es folgende Stadtpräfekten:
1. Euvaldo Ferreira Lima (1954), er schied bereits nach 6 Monaten aus dem Amt
2. Hostílio Freire de Novaes (1954–1956)
3. Altino Calazans de Souza (1956–1958)
4. Odysseus Ramos da Silva (1958–1962)
5. Adauto Motta Brito (1962–1966)
6. Pedro Almeida Guimarães (1966–1970)
7. Adauto Motta Brito (1970–1972)
8. Alcides Pereira de Aguiar (1972–1975)
9. José Antonio de Souza Santos (1976–1982)
10. José Gustavo de Oliveira (1982–1988)
11. José Antonio de Souza Santos (1989–1992)
12. José Gustavo de Oliveira (1993–1996)
13. José Luiz Mendes de Brito (1997–2000)
14. José Luiz Mendes de Brito (2001–2004)
15. Jacob Lins Dantas (2004–2004)
16. Antonio Carlos Mendes de Brito Filho (PFL) (2005–2008)
17. Alexsandro Menezes de Freitas (PMDB) (2009–2012)
18. José Luiz Mendes Brito (PTC) (2013–2016)
19. Alexsandro Menezes de Freitas (2017–2020)
20. Alexsandro Menezes de Freitas (2021–2024)

## Bevölkerung

### Bevölkerungsentwicklung
| Jahr | Einwohner | Stadt  | Land  |
| --- | --------- | ------ | ----- |
| 1960 | 9.456     | 3.889  | 5.567 |
| 1970 | 9.870     | 5.896  | 3.974 |
| 1980 | 11.535    | 6.648  | 4.887 |
| 1991 | 12.894    | 9.728  | 3.166 |
| 2000 | 14.322    | 12.184 | 2.138 |
| 2010 | 14.830    | 12.786 | 2.044 |
| 2021 | 15.214    | ?      | ?     |
| Hier fehlt eine Grafik, die leider im Moment aus technischen Gründen nicht angezeigt werden kann. Wir arbeiten daran! |           |        |       |

Quelle: IBGE (2011)

### Ethnische Zusammensetzung
Ethnische Gruppen nach der statistischen Einteilung des IBGE (Stand 2000 mit 14.322 Einwohnern, Stand 2010 mit 14.653 Einwohnern):
| Gruppe*     | Anteil 2000     | Anteil 2010         | Anmerkung                        |
| ----------- | --------------- | ------------------- | -------------------------------- |
| Brancos     | 3.198 (22,33 %) | ▼ 3.064 (20,91 %) ▼ | Weiße, Nachfahren von Europäern  |
| Pardos      | 9.441 (65,92 %) | ▼ 9.349 (63,80 %) ▼ | Mischrassige, Mulatten, Mestizen |
| Pretos      | 1.293 (9,03 %)  | ▲ 1.958 (13,36 %) ▲ | Schwarze                         |
| Amarelos    | 40 (0,28 %)     | ▲ 269 (1,84 %) ▲    | Asiaten                          |
| Indígenas   | 71 (0,50 %)     | ▼ 13 (0,09 %) ▼     | indigene Bevölkerung             |
| ohne Angabe | 279             | –                   |                                  |

- ) Anmerkung: Das IBGE verwendet für Volkszählungen ausschließlich diese fünf Gruppen. Es verzichtet bewusst auf Erläuterungen. Die Zugehörigkeit wird vom Einwohner selbst festgelegt.[13]

## Wirtschaft
Die Landwirtschaft, mit Schwerpunkt auf der Produktion von Kokosnüssen und Kopra, Orangen und Maniok, ist die wirtschaftliche Basis der Gemeinde.

### Durchschnittseinkommen und Lebensstandard
Das monatliche Durchschnittseinkommen betrug 2020 den Faktor 1,8 des brasilianischen Mindestlohns (Salário mínimo) von R$ 1.045 = R$ 1.881 (2020: rund 398,77 €).
Der Index der menschlichen Entwicklung für Städte, abgekürzt HDI (portugiesisch: IDH-M) lag 1991 bei dem sehr niedrigen Wert von 0,285, im Jahr 2000 bei dem niedrigen Wert von 0,422. Der Index der menschlichen Entwicklung wurde mit 0,582 für 2010 weiterhin als niedrig eingestuft.
Das Bruttosozialprodukt pro Kopf betrug 2019 R$ 8.380,48, das Bruttosozialprodukt der gesamten Gemeinde R$ 127.039,72 (mal Tausend).
2020 waren 877 Personen oder 5,8 % der Bevölkerung als im festen Arbeitsverhältnis stehend gemeldet. 2010 hatten 53 % der Bevölkerung ein Einkommen von der Hälfte des Minimallohns.

## Verkehr
Erreichbar ist der Ort über die Landesautobahnen BA-233 und BA-398.

## Kultur
Am 2. Februar jeden Jahres wird die Schutzpatronin Maria (Mutter Jesu) in der Marienverehrung als Nossa Senhora das Candeias (Unsere Liebe Frau vom Licht) gefeiert.

## Söhne und Töchter der Gemeinde
- Waldir Pires (1926–2018), Politiker
- Raimundo Mendes de Brito (* 1948), Politiker